# Blinkhinna

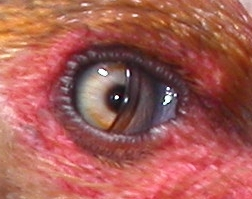
Blinkhinnan på en kyckling, halvt framdragen, mitt i en blinkning.

Blinkhinnan är en mer eller mindre genomskinlig tunn hinna som förekommer hos vissa djurarter och som kan dras över hornhinnan för att skydda och fukta ögat, utan att sluta övre eller undre ögonlocket och därmed vara kapabel att fortsätta att se. Fåglar, hajar och vissa reptiler har en hel blinkhinna, medan många däggdjur, inklusive människan, bara har en rudimentär rest av hinnan i ögonvrån. Vissa däggdjur, som kameler, isbjörnar, sälar och jordsvin har också hel blinkhinna. Björnmakin är den enda primat som man känner till som har fungerande blinkhinna.Strukturen kallas ofta för tredje ögonlocket och kan också refereras till som plica semilunaris eller palpebra tertia i vetenskapliga termer.

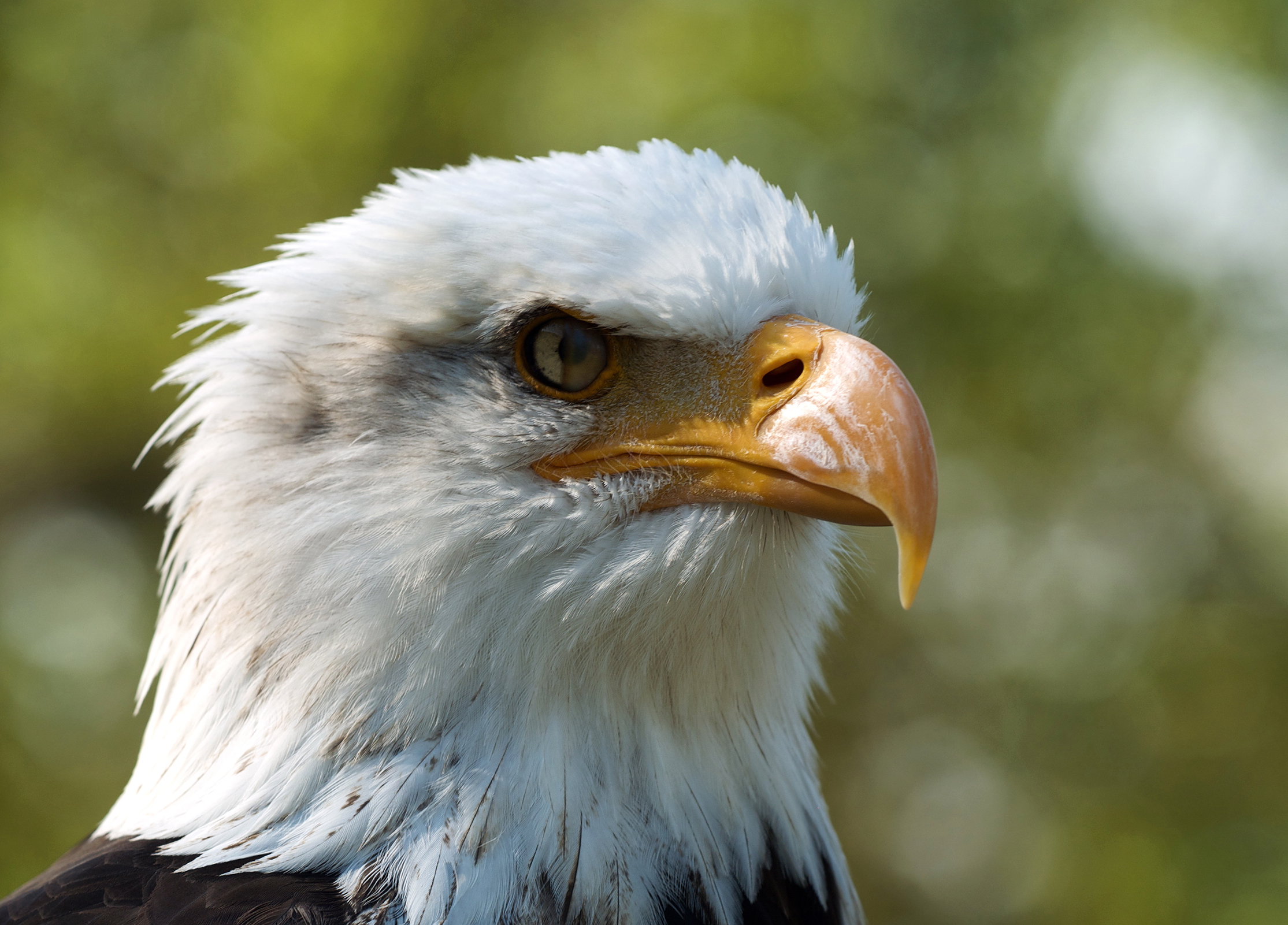
Vithövdad havsörn med halvt framdragen blinkhinna, mitt i en blinkning.

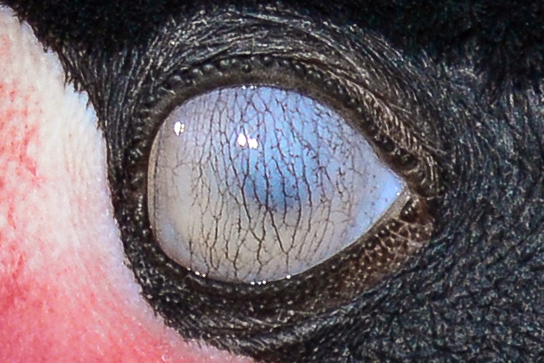
Blinkhinnan hos en svart krontrana

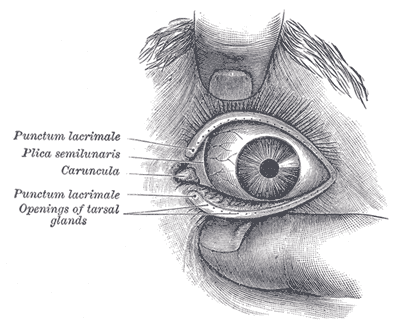
Plica semilunaris tros vara en rudimentär rest av blinkhinnan hos människan.

Till skillnad från övre och undre ögonlocket så rör sig blinkhinnan horisontellt över ögonloben. Blinkhinnan är oftast halvgenomskinlig men hos många dykande arter, som andfåglar, bävrars och manater, där blinkhinnan skyddar ögat under vatten, är den helt genomskinlig och fungerar som ett cyklop. Hos andra dykande arter, exempelvis sjölejon, aktiveras den på land för att göra rent ögat från sand och annan smuts, vilket är den vanligaste funktionen hos djur med blinkhinna. Hos rovfåglar fungerar den som ett skydd av föräldrarnas ögon när de matar sina ungar och när pilgrimsfalken gör sina störtdykningar blinkar den snabbt upprepade gånger med blinkhinnan för att fukta ögonen och rensa dem från smuts. Hos isbjörn skyddar blinkhinna mot snöblindhet. Hos hackspettar har blinkhinnan en mycket specifik funktion då de spänner den millisekunder innan näbben slår mot trädstammen för att inte ögat ska lossna ifrån ögonhålan.
Fåglar har många muskelfibrer för att aktivt kontrollera blinkhinnan medan andra djurarter som inte har denna aktiva kontroll har mycket färre muskelfibrer. Hos många djurarter alla former av fysisk stimuli av ögonloben, som en luftpuff, resulterar i en reflexrespons hos blinkhinnan.